# الن بیلی (ورزشکار)
الن بیلی (انگلیسی: Alan Bailey; تاریخ ورودی نامعتبر است – تاریخ ورودی نامعتبر است) قایقران روئینگ اهل کانادا بود.